# T-cell receptor
Il recettore dei linfociti T (o TCR, da T cell receptor) è un recettore transmembrana che si trova sulla superficie dei linfociti T, responsabile del riconoscimento degli antigeni presentati dal complesso maggiore di istocompatibilità (MHC). Il legame tra TCR e il complesso MHC-antigene, associata ad altri segnali detti co-stimolatori, portano all'attivazione del linfocita T attraverso una caratteristica trasduzione del segnale di cui però il TCR non fa propriamente parte. Cloni di linfociti T che possiedono una diversa specificità esprimono TCR diversi. Il complesso del TCR è costituito dal TCR stesso e da proteine deputate alla trasduzione del segnale (principalmente CD3 e ς) che gli sono legate tramite legami non-covalenti.

## Struttura del TCR

Struttura del TCR

Il TCR è un eterodimero composto nel 90% dei linfociti T da una catena alfa (α) e una beta (β), mentre nel restante 10% dei linfociti T si tratta di una catena gamma (γ) e una delta (δ). Questo permette la distinzione tra linfociti T αβ e linfociti T γδ. Ciascuna catena del TCR è formata (partendo dall'estremità N-terminale extracellulare) da un dominio Ig variabile (V), un dominio Ig costante (C), una regione transmembrana e una coda citoplasmatica. Il dominio variabile è codificato dai segmenti V, D (se presente) e J, mentre quello costante dal segmento C (vedi sotto).

### Regione variabile
Nei domini V sono presenti tre regioni ipervariabili (frutto della ricombinazione) denominate regioni che determinano la complementarità dal momento che formano una struttura tridimensionale che si adatta perfettamente all'antigene proteico per cui il recettore è specifico. Sulla catena β è inoltre presente una quarta regione ipervariabile, CDR4, che non è implicata nel legame del MHC-peptide, ma è stato dimostrato il suo coinvolgimento nelle interazioni con i superantigeni. Il sito di legame per il complesso MHC-antigene è quindi formato da sei CDR (CDR1, CDR2 e CDR3), tre per ciascuna catena del TCR, una struttura simile a quella delle regioni V delle catene pesanti e leggere negli anticorpi. L'affinità del TCR per l'antigene è di 10-5-10-7 M, mediamente mille volte inferiore rispetto a quella di un anticorpo per il suo antigene, il che spiega il perché il TCR necessiti di altre molecole accessorie che lo stabilizzino.

### Regioni C, transmembrana e coda
Il dominio costante (C) del TCR è invece importante per le interazioni tra le due catene, tenute insieme da ponti disolfuro tra cisteine presenti sulle due catene presso una regione detta "cerniera".
La regione transmembrana dei TCR vede la insolita presenza di amminoacidi carichi positivamente come lisina nella catena α e lisina e arginina nella catena β che interagiscono con residui di acido aspartico presenti sulle regioni transmembrana delle proteine CD3 e ς.
La porzione citoplasmatica di un TCR è costituita da una breve catena di 5-12 amminoacidi e non può trasdurre segnali, compito deputato invece a CD3, ς e proteine chinasi ad esse legate.

### TCR γδ
Il TCR γδ è strutturalmente molto simile all'αβ, ma non utilizza CD4 e CD8 come co-recettori, per cui i linfociti T γδ sono CD4- e CD8-. Questa sottoclasse di linfociti, negli animali, è preponderante a livello epiteliale, nell'uomo però anche nella mucosa intestinale, che ne è particolarmente ricca, assommano a non più del 15% del totale, mentre sono il 10% dei linfociti T totali. I TCR γδ si legano a proteine MHC di classe I non convenzionali e non sono ristretti a soli peptidi proteici, potendo riconoscere anche lipidi e molecole microbiche. Tuttavia i loro ligandi, a differenza dei linfociti T αβ sono poco variabili.

### TCR NK-T
Un terzo tipo di TCR sono espressi dalle cellule NK-T. Questi TCR riconoscono CD1 al posto di MHC (le due proteine sono però strutturalmente simili) e i loro ligandi sono lipidi microbici. Alcuni linfociti T oltre al TCR αβ esprimono anche CD1.

## Complesso del TCR

Struttura di un complesso TCR

La regione citoplasmatica del TCR, troppo corta per trasmettere il segnale all'interno, è composta in prevalenza da amminoacidi carichi positivamente, cosa che le permette di associarsi tramite legami non covalenti ad altre proteine transmembrana come il CD3 (composto dalle catene γ, δ e ε) e le catene ζ che contengono residui di acido aspartico. La proteina ζ è identica in tutti i TCR mentre di CD3 esistono due isoforme. Insieme ad altre proteine queste formano il complesso del TCR il cui compito è di trasmettere all'interno della cellula il segnale generato dall'interazione tra il TCR e il complesso MHC-peptide. Il complesso del TCR per funzionare deve essere formato da tutti i suoi componenti che vengono assemblati nel reticolo endoplasmatico rugoso da chaperonine e poi trasportati sulla membrana plasmatica del linfocita T.

### CD3
La proteina CD3 è un eterodimero composto dalle catene γε o δε. Tutti e tre i tipi di catene contengono vicino all'N-terminale un dominio Ig-like (sono quindi membri della superfamiglia delle immunoglobuline), mentre nella regione transmembrana contengono residui di acido aspartico che controbilanciano le cariche positive dei residui di lisina e arginina sulle regioni transmembrana delle catene α e β del TCR. Il dominio citoplasmatico, lungo da una quarantina ad un'ottantina di amminoacidi contiene una sequenza ITAM (Immunoreceptor Tyrosine-based Activation Motif). Il dominio ITAM è formato da due sequenze Tyr-X-X-Leu (X = amminoacido qualsiasi) a cui è interposta una sequenza di 6-8 amminoacidi. Le sequenze ITAM sono importanti per la trasduzione del segnale nel complesso TCR, ma sono presenti anche in molecole che non ne fanno parte.

### Catena ζ
La proteina ζ è un omodimero costituito da una piccola regione extracellulare di una decina di amminoacidi che contiene sempre almeno una cisteina tramite la quale i due monomeri si legano mediante un ponte disolfuro. La regione transmembrana, come CD3, contiene almeno un residuo di acido aspartico. Infine possiede una lunga regione citoplasmatica di oltre centodieci amminoacidi provvista di tre sequenze ITAM.

## Corecettori
Il segnale trasmesso dal TCR, affinché il linfocita si attivi, deve essere associato all'amplificazione derivante da specifici co-recettori, noti come CD4 e CD8 che si legano a regioni di MHC, rispettivamente di classe II e di classe I. Un linfocita T può esprimere o CD4 o CD8 ma mai entrambe, oppure nessuna delle due. In base all'espressione di queste due molecole i linfociti possono essere suddivisi in CD4+ (helper) o CD8+ (citotossici). Queste due molecole aiutano a stabilizzare il complesso TCR grazie al loro legame con MHC. 

### CD4
CD4 è una glicoproteina monomerica transmembrana facente parte della superfamiglia delle immunoglobuline costituita da quattro domini Ig che si estendono nello spazio extracellulare. A partire dall'N-terminale si alternano Ig variabili (V) ad Ig hinge (H). Di questi i due più vicini all'N-terminale legano il dominio β2 dell'MHC di classe II. Oltre i domini Ig contiene una regione transmembrana idrofobica ed una piccola regione citoplasmatica presso il C-terminale di 38 amminoacidi. CD4 è espressa sui linfociti T helper, sui timociti, su alcuni fagociti e cellule dendritiche.

### CD8
CD8 è una glicoproteina dimerica transmembrana anch'essa facente parte della superfamiglia delle immunoglobuline. È costituita da un eterodimero formato da una catena α e una catena β strutturalmente simili legate tra loro da ponti disolfuro. A partire dall'N-terminale si distinguono su ciascuna catena un dominio Ig, seguito da una regione cerniera provvista di due ponti disolfuro che la legano alla catena opposta (questa regione è più lunga nella catena α rispetto alla β), una regione transmembrana idrofobica ed una regione citoplasmatica più breve in α che in β, lunga circa 25 amminoacidi. Il dominio Ig di CD8 si lega al dominio α3 dell'MHC di classe I. Alcuni linfociti CD8+ esprimono un CD8 costituito da un omodimero αα che però non sembra avere differenze funzionali.

## Costimolatori
Mentre i corecettori aiutano il TCR a legare l'antigene associato alla corretta molecola MHC, altre molecole note come costimolatori fanno sì che la trasmissione del segnale successiva al legame antigene-TCR avvenga in maniera ottimale. I costimolatori sono la rappresentazione empirica della cosiddetta teoria dei due segnali formulata in seguito a riscontri sperimentali nei quali il mero legame (MHC-antigene)-(complesso TCR) non bastava ad attivare il linfocita T, ma bensì talvolta lo bloccava in uno stato di anergia. L'azione dei costimolatori agisce da secondo segnale. Tra le molecole più conosciute ci sono la famiglia del CD28 e CD2/SLAM.

### CD28
CD28 è il principale recettore co-stimolatore dei linfociti T. I ligandi delle proteine della famiglia di CD28 sono altre proteine espresse da linfociti B, cellule dendritiche e macrofagi ovvero CD80 e CD86 (denominate anche B7-1 e B7-2), tra loro strettamente correlate. CD28 è una proteina transmembrana costituita da un omodimero che possiede a partire dall'N-terminale un dominio Ig, una regione transmembrana idrofobica e una coda citoplasmatica contenente sequenze ricche di tirosina. I due monomeri sono legati da ponti disolfuro. CD80 è una proteina transmembrana omodimerica costituita a partire dall'N-terminale da due domini Ig, una regione trasmembrana idrofobica e una coda citoplasmatica. Il legame di CD80 a CD28 induce la sintesi di proteine anti-apoptotiche, citochine e fattori di crescita, favorendo quindi la crescita e la proliferazione dei linfociti T. Recettori simili a CD28, come CD152 e PD-1, si legano a CD80 e CD86, ma hanno sul linfocita effetti opposti rispetto a CD28, essi infatti ne inibiscono l'attivazione e sono quindi alcuni dei responsabili della risoluzione della risposta immunitaria. Non è noto il motivo per cui CD28 e CD152 abbiano tra loro effetti opposti.

### CD2
CD2 e le proteine co-stimolatorie ad esso correlate sono altre molecole che concorrono all'attivazione e alla differenziazione dei linfociti T. CD2 è espresso dalla maggior parte dei linfociti T maturi, da buona parte dei timociti e dalle cellule NK. È formata da due domini Ig extracellulari, seguiti da una regione transmembrana idrofobica e da una coda citoplasmatica con sequenze ricche di tirosina lunga 116 amminoacidi. Il suo ligando è LFA-3 (Leukocyte Function-associated Antigen 3), nota anche come CD58, un'integrina legata alla membrana delle cellule ematopoietiche da un fosfatidilinositolo.

### SLAM
Le proteine SLAM (Signaling Lymphocytic Activation Molecule) fanno parte della famiglia di CD2 e come questa contengono due domini Ig extracellulari, una regione idrofobica transmembrana e una lunga coda citoplasmatica che a differenza di CD2 è provvista di motivi contenenti tirosina (ITSM, Immunoreceptor Tyrosin-based Switch Motif) Questi motivi ITSM sono diversi dai ITAM o ITIM riscontrabili in altri corecettori o costimolatori e sono chiamati motivi interruttori per la loro capacità di scambiare il legame con la tirosina fosfatasi SHP-2 e il legame con altri enzimi in base alla mancanza o meno di una proteine adattatrice chiamata SAP. Questa caratteristica fa delle proteine SLAM dei potenziali inibitori o attivatori. Una proteina SLAM si lega mediante i domini Ig ad un'altra proteina SLAM espressa sulla superficie di una cellula, per esempio una APC. Dopo il legame SLAM recluta l'adattatore SAP (SLAM-associated protein) che contiene un dominio SH2 che si lega alle tirosine fosforilate dalla chinasi Fyn.

### 2B4
Un altro importante membro della famiglia CD2 è 2B4, proteine espressa dai linfociti NK, dai linfociti T CD8 e γδ. È in grado di riconoscere CD48, un ligando comune a CD2, e presenta gli stessi motivi ITSM di SLAM.

## Sinapsi immunologica
La sinapsi immunologica o SMAC (SupraMolecular Activation Cluster) è la regione di contatto fra i linfociti T e l'APC che si viene a formare dopo il reclutamento di diverse proteine di membrana. Lo stesso tipo di struttura è presente nei linfociti citossici dove permette il rilascio delle molecole effettrici per l'uccisione della cellula bersaglio senza danneggiare le cellule attigue o il linfocita stesso.
Per quanto concerne l'attivazione, lo SMAC è costituito da una parte centrale, il c-SMAC, formato dal complesso del TCR e dai corecettori e da una parte periferica p-SMAC formata dalle integrine che mantengono saldo il legame con la cellula che sta presentando l'antigene. Nella c-SMAC la distanza linfocita-APC è di appena 15 nm, mentre nelle  p-SMAC di 40nm.
La sinapsi rappresenta di fatto una regione preferenziale per l'attivazione del TCR e un contatto stabile con il linfocita. Qui è permesso l'ingaggio ripetuto di diversi TCR così da amplificare il segnale generato da poche molecole MHC. Nello SMAC vi è un rilascio direzionato di citochine (o molecole proteolitiche come nei citossici) ed è anche il luogo dove le stesse molecole vengono degradate contribuendo a placare l'attivazione dei linfociti T.

## Aspetti di trasduzione del segnale
Il fine ultimo delle cascate di trasduzione del segnale è quello di attivare dei fattori di trascrizione che aumentino o inizino la produzione di proteine specifiche. Nei linfociti T sono 3 i principali fattori che vengono attivati:
- AP-1: è un dimero formato dalle proteine Fos e Jun legate fra loro tramite un motivo a cerniera di leucina. È capace di legare altri fattori e agire in sinergia con loro.
- NFAT: ne esistono 4 tipi e i due sintetizzati nei linfociti T sono NFAT1 e 2. Traslocano nel nucleo in seguito a defosforilazione tramite calcineurina.
- NF-κB: è un fattore essenziale per la sintesi di citochine. È presente nel citoplasma in forma inattiva associato IκB che comprono il motivo responsabile della traslocazione. la fosforilazione di IκB provoca il suo distacco e la liberazione di NF-κB.

### Attivazione di AP-1
Quando un linfocita T tramite il suo recettore TCR riconosce il complesso MHC-antigene alcune proteine chinasi come Lck, associata a CD4 e CD8, e Fyn, associata a CD3, fosforilano i due residui di tirosina all'interno delle loro sequenze ITAM dando inizio alle cascate di trasduzione.
La fosforilazione delle catene ζ causa l’arrivo di ZAP-70 che diventa substrato per Lck e viene fosforilata. Una volta attivata fosforila LAT, che a sua volta richiama la PLCγ che viene fosforilata da ZAP-70 e Grb-2 che a sua volta recluta SOS. A questo punto:
- SOS attiva Ras scambiando GDP/GTP che attiva Raf. Raf fosforila MEK-1 che a sua volta fosforila ERK-1,2, che fosforila c-Fos;
- SOS attiva anche VAV che attua lo scambio GDP/GTP su Rac. Questo attiva JNK che fosforila c-Jun.
c-Fos e c-Jun, così attivati, sono fattori di trascrizione componenti di AP-1, che può a questo punto traslocare nel nucleo. 

Via di segnalazione per AP-1 Alcune di queste molecole come Rac--GTP hanno il compito di riorganizzare il citoscheletro per permettere la formazione della sinapsi immunologica

### Attivazione di NFAT e NF-κB
Il fosfatidilinisitolo trifosfato (o PIP3) è presente sulla faccia interna della membrana cellulare e si forma per fosforilazione da fosfatidilinisitolo bifosfato (PIP2) tramite la PI3 chinasi. La fosfolipasi C nella sua isoforma gamma1 (PLCγ1), reclutata da LAT e da ZAP-70 si lega ai PIP3 presenti sulla membrana attivandosi. Una volta attivo idrolizza PIP2 in inositolo 1,4,5-trifosfato (IP3) e diacilglicerolo (DAG). A questo punto:
-  l'IP3 attiva l'uscita degli ioni calcio dal reticolo endoplasmatico, portando ad un aumento della concentrazione citoplasmatica di questi, che attiva la calcineurina, una fosfatasi che attiva NFAT tramite defosforilazione; quindi NFAT trasloca nel nucleo.
- il DAG, che rimane in membrana, attiva la proteina chinasi C (PKC), che attiva NF-kB mediante degradazione del suo inibitore; in questo modo NF-kB è libero di traslocare nel nucleo. 

Vie di segnalazione per NFAT e NF-κB

### Inibizione della trasduzione del segnale
L'inibizione della trasduzione del segnale nei linfociti T che hanno incontrato l'antigene è determinata principalmente da alcune tirosine fosfatasi, da alcuni recettori inibitori e da alcune ubiquitina ligasi E3. 

#### Tirosine fosfatasi
Le tirosine fosfatasi sono enzimi il cui compito è quello di rimuovere gruppi fosfato dalle tirosine di alcune proteine, principalmente tirosine chinasi e proteine adattatrici, che nel caso dei linfociti T sono coinvolte nella trasduzione del segnale dal complesso del TCR. La rimozione di un gruppo fosfato non sempre implica l'inibizione dell'attività della data proteina, talvolta può determinarne anche l'attivazione. Due tirosine fosfatasi importanti nell'inibizione della trasduzione del segnale e nel suo spegnimento sono SHP-1 e SHP-2 (SH2-domain containing Phosphatase) che rimuovono gruppi fosfato dalle tirosine delle principali proteine coinvolte nella trasduzione del segnale come CD3, ζ, ZAP-70, LAT, PLCγ. Sono coinvolte anche le proteine SHIP (SH2-domain containing Inositol Phosphatase) che rimuove fosfati dagli inositoli fosfati di membrana e CD45 che defosforila Lck e Fyn, con un ruolo ambivalente di attivazione e inibizione non ancora pienamente compreso.

#### Recettori inibitori
I recettori inibitori della famiglia di CD28 sono recettori simili a CD28 ma con funzioni inibitorie e non costimolatorie, ne fanno parte principalmente CTLA-4 e PD-1. CTLA-4 (Cytotoxic T-Lymphocyte Antigen 4, noto anche come CD152) compete con CD28 per il legame a B7-1 (CD80) e B7-2 (CD86), avendo un'affinità molte volte più alta, ma ha funzioni opposte rispetto ad esso ed è espresso principalmente nei linfociti T recentemente attivati dall'antigene. Può inoltre contrastare la risposta T reclutando SHP-2. Normalmente CTLA-4 si trova in vescicole intracellulari il cui traffico sembra essere mediato da AP2M1 (AP-2 complex subunit Mu-1) che contribuisce anche alla formazione di un ATPasi endosomiale con il compito di acidificare il contenuto di questi organelli. CTLA-4 sembra essere importante per inibire le risposte self nell'uomo. PD-1 (Programmed cell Death 1) è un altro regolatore con funzioni simili a quelle di CTLA-4, i suoi ligandi sulle APC sono PD-L1 e PD-L2 (Programmed cell Death Ligand) noti anche come B7-H1 e B7-DC. La coda di questa proteina è in grado di reclutare SHP-1 e SHP-2.

#### Ubiquitina ligasi E3
Le ubiquitina ligasi E3 è il terzo metodo con cui è possibile inibire la trasduzione del segnale nei linfociti T. L'ubiquitina ligasi E3 più importante è Cbl-b che poliubiquitina la coda di CD3 e ZAP-70 portando all'endocitosi del complesso del TCR e alla sua degradazione lisosomiale. La via di Vav/Rac inibisce l'azione di Cbl-b.

## Organizzazione genica
Le catene α, δ e β, γ sono codificate da geni contenuti in 3 loci distinti e in due cromosomi diversi: 14 e 7 rispettivamente. La catena δ, inoltre, è contenuta nel gene della catena α.
Ogni locus contiene dei segmenti V (variable) all'estremità 5' che sono preceduti a loro volta da un esone leader e da un promotore e i segmenti J (joining) che precedono sempre un esone C (constant). I geni β e δ contengono anche i segmenti D (diversity). Esistono due geni C nei loci β e γ, ma uno solo in α e δ. Ogni gene C è costituito da 4 esoni che codificano per le 4 regioni del recettore: dominio Ig nella regione extracellulare, regione cerniera, il dominio transmembrana e la coda citoplasmatica.

## Generazione dei TCR
La generazione dei TCR è un complesso processo di ricombinazione casuale di diversi segmenti genici presenti nel genoma di ogni linfocita T, cui si aggiunge l'introduzione volontaria di errori. Entrambe le catene α e β contengono una grande varietà di geni che codificano per le diverse regioni che le compongono, le quali vengono riarrangiate in maniera casuale a comporre le diverse catene attraverso un complesso processo che implica la delezione di intere parti di DNA scartate, grazie al contributo delle proteine RAG 1 e 2 e alla presenza di sequenze RSS (recombination signal sequences). Durante questo processo di riarrangiamento sono inserite nella sequenza di DNA delle regioni palindromiche P e delle regioni N (nuove) generate casualmente dalla TdT (terminal desossiribonucleotide transferasi).
Ogni linfocita T alla fine del riarrangiamento inizierà a produrre uno specifico recettore, la cui affinità per i diversi peptidi dovrà essere selezionata nel processo noto come educazione timica.
La generazione casuale dei TCR, come avviene per la generazione del repertorio delle immunoglobuline, permette di coprire la gamma virtualmente infinita dei possibili antigeni self e non self che potrebbero essere presentati dagli MHC. 
In altre parole il sistema immunitario adattivo, prevede l'imprevedibile attraverso la casualità.